# Vølvens spådom
 For alternative betydninger, se Vølvens spådom (flertydig). (Se også artikler, som begynder med Vølvens spådom)
"Vølvens spådom" (norrønt Vǫluspá eller Vǫluspǫ́) er det første digt i tekstsamlingen Ældre Edda. Digtet er udformet som en monolog og er en kosmologisk myte, der fortæller om både verdens skabelse, undergang og genskabelse. Fortælleren er en vølve, og tilhøreren er Odin. Vølven "sidder ude", hvad der betyder, at hun er i ekstase.  Forfatteren til "Vølvens spådom" er ukendt; det antages, at det er skrevet enten i Norge eller på Island i slutningen af 900-tallet, det vil sige i brydningstiden mellem hedenskab og kristendom, men dateringen er stadig usikker. Det regnes som en af de vigtigste kilder til nordisk mytologi og kosmologi. Det har været en vigtigt kilde for Snorre Sturlasons Yngre Edda og er derfra i en vis forstand gået hen og blevet den 'autoriserede' version, selv om der i andre kilder fortælles andre og til dels modstridende historier.[kilde mangler] Muligvis er der tale om en skjald, der er påvirket af kristendommen, idet den norrøne religion hos ham har en etisk holdning, der ikke findes i andre eddadigte.

## Overlevering
"Vølvens spådom" er bevaret i tre versioner: to komplette udgaver i Codex Regius og i Hauksbók og en kortere udgave indskudt i digtet "Hyndluljóð". Desuden er der citeret enkelte strofer i Yngre Edda. De to komplette udgaver er forskellige, fx er rækkefølgen af strofer forskellig, og enkelte strofer findes kun i den ene version. Codex Regius-manuskriptet er dateret til cirka 1270, mens Hauksbók af Haukr Erlendsson stammer fra cirka 1334. Yngre Edda blev nedskrevet i 1220’erne, mens det ældste bevarede manuskript er fra omkring 1300. Normalt bruges udgaven fra Codex Regius som standardversion og er udgangspunkt for de fleste moderne udgivelser og oversættelser. På trods af de store ligheder mellem versionerne har det ikke været muligt at påvise nogen direkte skriftlig forbindelse mellem dem.
Den kendte udgave af "Vølvens spådom" er skrevet i middelalderen, men den indeholder elementer af ældre tradition og bygger på en mundtlig overlevering. Sprogvidenskabelige studier viser, at digtet formentlig blev til lige efter synkopen i perioden 8-900 e.v.t. Der anvendes stavrim, som i sætningen "En sal så hun stå fjernt fra Solen. 

## Indhold og struktur
Digtet består af 66 fornyrðislag strofer. I Sophus Bugges udgave har Hauksbók-versionen 59, mens Codex Regius-versionen har 62. Da hvert af manuskripterne indeholder strofer, der ikke findes i den andet, har Bugges normaliserede version 66 strofer. De mange mytiske begivenheder, der optræder i digtet, bliver refereret summarisk og forudsætter en forudgående viden om mytologien. Det betyder, at de begivenheder, der ikke kendes fra andre bevarede kilder, kun vanskeligt lader sig fortolke. Derfor er der mange kontroverser i forskningen om tolkningen af mange af digtets passager.
Kvadet har en rammefortælling, der begynder med at vølven tiltaler Heimdalls sønner (dvs. menneskene) og beder om tavshed. Oðin er kommet til hende, for at hun skal spå. Før hun begynder sin spådom, rekapitulerer hun historien fra skabelsen til nutiden (den tid tilhørerne lever i). Så spår hun om hvad som vil komme; i skræmmende billeder beskriver hun hvordan verden går under i Ragnarok og om, hvordan guderne falder. Det ender med at Jorden går under i en kæmpebrand og synker i havet. I de sidste strofer beskriver hun, hvordan Jorden igen stiger op af havet, og en ny verden opstår.
I digtets skabelsesberetning var der et ufatteligt gab (ginnungagap) før Burrs sønner (Odin, Vile og Ve) satte ord på verden. Aserne etablerede derpå verdensordenen ved at sætte solen, månen og stjernerne på plads og fastsætte dagens og nattens rytme. Herefter oplevede guderne en guldalder, der blev afsluttet ved ankomsten af tre jættemøer. Det er uklart, hvilken mytisk begivenhed digtet her refererer til, da den ikke kendes fra nogen anden tekst. En direkte følge af denne begivenhed var tilsyneladende skabelsen af dværgene. På dette sted indeholder digtet seks strofer med dværgenavne. Denne sektion kaldes "Dvergatal" ("dværgeremsen") og er i flere tilfælde blevet tolket som et senere indskud, og er derfor udeladt i flere udgaver. Efter "Dvergatal" følger skabelsen af mennesket og en beskrivelse af verdenstræet Yggdrasil.
Før Burs sønner

løftede fastlandene,

de som skabte vældig

verden i midten;

sol faldt sydfra

på stenmarkerne,

og grønne urter

voksede på jorden
Vølven genkalder derpå drabet på Gullveig, der førte til den første krig i verden mellem aser og vaner. Som Gullveigs navn antyder, drejede den om begær efter guld og fører tanken hen på sagnet om Fenja og Menja. - Vølven afslører så for Odin, at hun kender nogle af hans hemmeligheder, bl.a. at han ofrede sit ene øje i jagten på visdom. Øjet ligger i Mimers brønd.
Den næste del af digtet omhandler Balders død. Han er den bedste og smukkeste af guderne og misundes af Loke. Her flytter digtet sig fra den mytiske fortid til fremtiden, og vølven fortæller nu om ødelæggelsen af samfundsordenen, det sidste slag mellem guderne og jætterne, og om verdens totale undergang. Det kaldes Ragnarok, dvs. Regins (magternes, dvs. gudernes) skæbne . Her vil Odin dø sammen med guderne.
Solen sortner,

jord synker i hav,

de lyse stjerner

slukkes på himlen;

ildbrande raser

mod arnens bål,

høj hede spiller

mod himlen selv.
Digtet fortsætter med en beskrivelse af verdens genfødsel, hvor Balder vil vende tilbage fra dødsriget og leve sammen med gudernes børn, der vil overleve Ragnarok. I denne verden vil afgrøder vokse uden at blive sået, guldalderen vende tilbage og "Den højeste gud" stige ned.
Hun ser anden gang,

jorden komme

op af havet,

evigtgrøn;

fosser falder,

ørnen flyver

derover og fanger

fisk i fjeldet.
I den sidste strofe af Háuksbókversionen beskriver vølven synet af dragen Nidhug, der bærer lig i sine vinger.

## Tolkninger

### Genskabelsen af verden
Den mystiske højeste guddom, der omtales i slutningen af digtet, har været genstand for mange tolkninger og kontroverser. Det er bl.a. blevet foreslået, at det er Jesus, der hentydes til, og at digtet derfor i virkeligheden handler om kristendommens sejr over hedenskabet. Det afvises af den norske religionsforsker Gro Steinsland. Hun foreslår, at ideen om den højeste gud er en original hedensk idé, som er resultatet af en kristen påvirkning. Hun bygger sit synspunkt på, at digtet indeholder så mange hedenske forestillinger, herunder at nogle af de hedenske guder faktisk overlever Ragnarok, at det umuligt kan være skabt med et kristent formål. Hun mener således, at det er udtryk for en monoteistisk tendens i den hedenske religion, og at den nordiske religion sandsynligvis havde udviklet sig til en monoteistisk religion, hvis den havde overlevet religionsskiftet. Andre har foreslået, at det er Heimdall, der omtales. Et endnu mere radikalt forslag er, at digtet er en afspejling af en egentlig Heimdallskult, og at digtet omhandler omstyrtelsen af Odin, så den gamle orden med Heimdall som herskergud skal genoprettes.

### Synet af Nidhug
Nidhugs tilsynekomst i Hauksbók-udgaven er en anden meget gådefuld og omdiskuteret passage. Et af de væsentlige spørgsmål er, hvorvidt dette er en vision om fremtiden eller et begivenhed i digtets nutid? Svaret har stor betydning for forståelsen af den verdensopfattelse, der ligger bag digtet. Hvis visionen er en fremtidig hændelse, bliver digtets tidsperspektiv cyklisk, og verden vil genopstå og ødelægges igen og igen, da ondskaben og kaos overlever, hvilket i digtets logik engang vil føre til den nye verdens undergang. Hvis det er et syn fra nutiden, vil udviklingen være lineær og fjernelsen af ondskaben fra verden være endelig. Den amerikanske religionsforsker John Lindow tolker den i en kristen sammenhæng. Han mener, at dragen skal opfattes som et billede på de gamle dæmoniske guder, der ikke forsvandt, selv når den sande gud er dukket op. Lindow finder en mulig parallel i Erasmus’ saga, hvor der viser sig en drage, da en statue af Thor destrueres. I middelalderen repræsenterede dragen en afsløring af gudernes sande natur; som djævelens folk kunne de ikke elimineres, kun skifte form. Gro Steinsland afviser dog den mulighed, at dragen optræder i den nye verden, da forskellen på den nye og den gamle verden er så fundamental, at den destruktive ondskab ikke kan være en del af den nye. Den nye verden mangler fuldkomment denne verdens problemer, fx vokser kornet usået og gamle fjender forliges. Steinsland konkluderer på den baggrund, at tidsforståelsen i digtet må være lineær, og at dragen må høre til i rammefortællingen, ligesom vølvens omtale af sig selv. Dragen fungerede derfor som et tegn på verdens snarlige undergang, dvs. den var et digterisk billede på, at hendes vision var i færd med at blive til virkelighed. Preben Meulengracht Sørensen har påpeget, at det forhold, at strofen fortælles i nutid, i modsætningen til de foregående i fremtidsform, er et væsentligt argument for, at den beskriver en situation i nutiden.